# Souls (série)
A série Souls (ソウルシリーズ, Sōru shirīzu) é um conjunto de jogos eletrônicos do gênero RPG de ação e fantasia sombria criados e produzidos pela companhia japonesa FromSoftware e publicados pela Bandai Namco Entertainment. O primeiro jogo da série, Demon's Souls, foi lançado em 2009 em exclusivo para a PlayStation 3. Demon's Souls foi seguido por Dark Souls em 2011, Dark Souls II em 2014, Dark Souls III em 2016, Dark Souls Remastered em 2018 e Demon's Souls Remake em 2020.
Os jogos da série Souls são jogados numa perspectiva de terceira pessoa e focam-se na exploração e no combate baseado em magia e em armas contra monstros desfigurados. Os jogadores lutam contra chefes, interagem com NPC's e viajam em ambientes interligados de fantasia com aspecto medieval, à medida que progridem na história. A série Souls é particularmente conhecida pela sua grande dificuldade.
Estima-se que a série Souls tenha vendido ao todo na faixa dos 31-33 milhões de jogos, estando assim entre as 50 franquias de jogos mais vendidas do mundo.

## Jogos
| Ano  | Titulo                                  | Plataforma(s) | Plataforma(s) | Plataforma(s) | Plataforma(s) | Plataforma(s) | Plataforma(s) | Plataforma(s) |
| Ano  | Titulo                                  | Win           | X360          | XONE          | PS3           | PS4           | PS5           | Switch        |
| ---- | --------------------------------------- | ------------- | ------------- | ------------- | ------------- | ------------- | ------------- | ------------- |
| 2009 | Demon's Souls                           | Não           | Não           | Não           | Sim           | Não           | Não           | Não           |
| 2011 | Dark Souls                              | Sim           | Sim           | Sim           | Sim           | Não           | Não           | Não           |
| 2014 | Dark Souls II                           | Sim           | Sim           | Sim           | Sim           | Sim           | Não           | Não           |
| 2015 | Dark Souls II: Scholar of the First Sin | Sim           | Não           | Sim           | Não           | Sim           | Sim           | Não           |
| 2016 | Dark Souls III                          | Sim           | Não           | Sim           | Não           | Sim           | Sim           | Não           |
| 2018 | Dark Souls Remastered                   | Sim           | Não           | Sim           | Não           | Sim           | Sim           | Sim           |
| 2020 | Demon's Souls Remake                    | Não           | Não           | Não           | Não           | Não           | Sim           | Não           |